# Twenty-One (film 1923)
Twenty-One è un film muto del 1923 diretto da John S. Robertson e interpretato da Richard Barthelmess e Dorothy Mackaill.

## Trama
Figlio di genitori divorziati, Julian McCullough aspetta fino al compimento dei 21 anni per sposare la fidanzata Lynnie.

## Produzione
Il film fu prodotto dalla Inspiration Company e dalla Inspiration Pictures

## Distribuzione
Il copyright del film, richiesto dalla Inspiration Pictures, fu registrato il 12 dicembre 1923 con il numero LP19699.
Distribuito dalla Associated First National Pictures e presentato da Charles H. Duell, il film uscì nelle sale cinematografiche degli Stati Uniti il 17 dicembre 1923.
Non si conoscono copie ancora esistenti della pellicola che viene considerata presumibilmente perduta.